# Menemerus semilimbatus
Menemerus semilimbatus ist eine Spinne aus der Familie der Springspinnen (Salticidae). Die durch ihr markantes Erscheinungsbild unverwechselbare Art war ursprünglich paläarktisch, also auf der Nordhalbkugel der Alten Welt verbreitet, wurde jedoch auch in Nordamerika und einigen Staaten Südamerikas eingeführt. Sie ist thermophil (wärmeliebend) und deshalb nur in klimatisch passenden Lebensräumen, etwa dem Mittelmeergebiet zu finden, wo sie dann auch gehäuft in Siedlungsbereichen vorkommt.
Menemerus semilimbatus zeichnet sich durch eine speziell bei Fliegen angewandte Jagdtechnik (siehe Abschnitt "Jagdweise bei Fliegen") aus.

## Merkmale

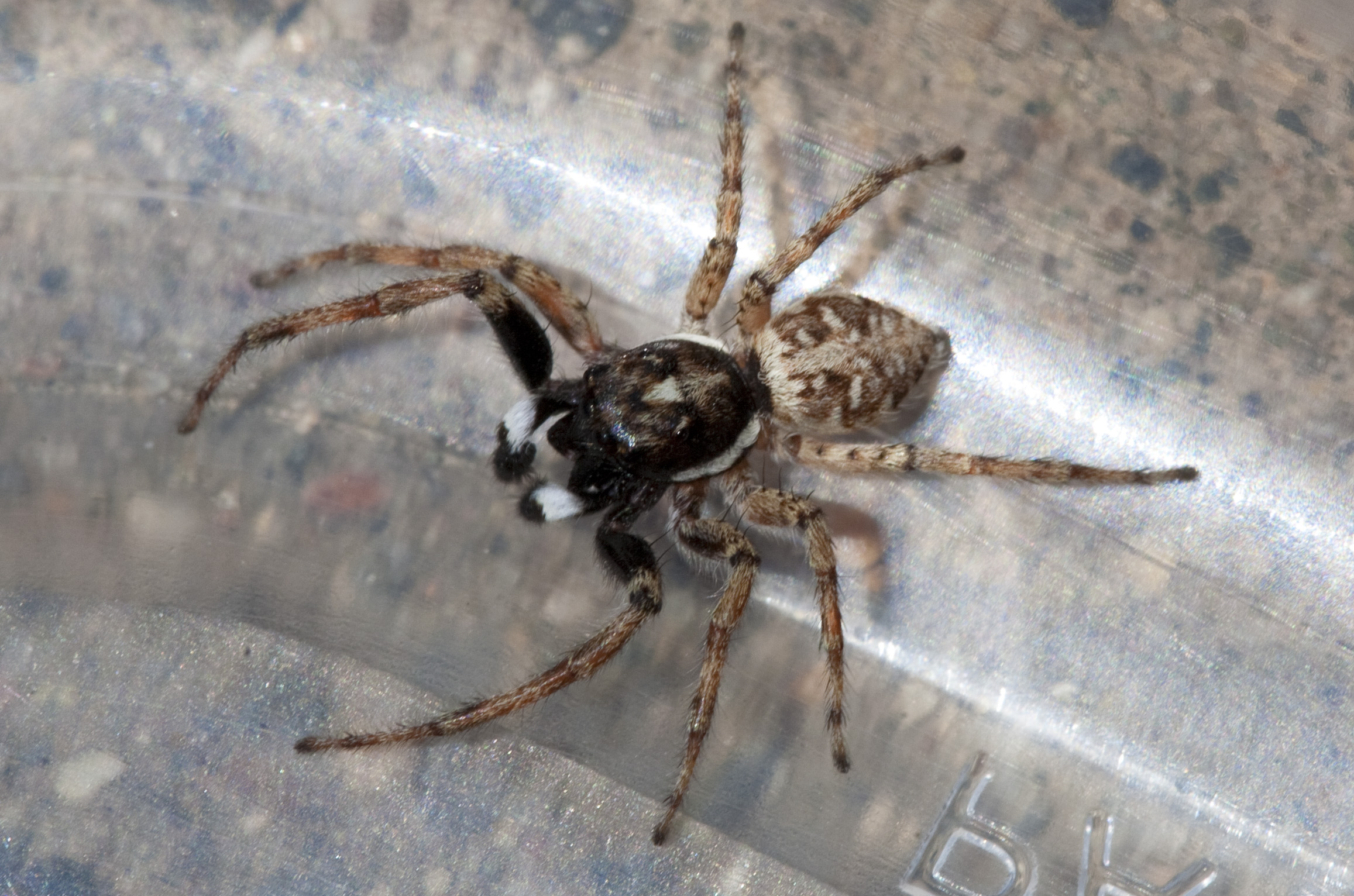
Männchen

Das Weibchen von Menemerus semilimbatus erreicht eine Körperlänge von 6,5 bis 8,4 und das Männchen eine von 5,1 bis 7,4 Millimetern, womit es sich bei der Art um eine vergleichsweise große Springspinne handelt.
Wie alle Arten der Gattung besitzt auch diese einen abgeplatteten Körperbau. Auffallend sind die, verglichen mit anderen Springspinnen, lang ausfallenden Beine von Menemerus semilimbatus, die optisch an eine Trichterspinne erinnern. Der gesamte Habitus der Art macht jedoch eine Verwechslung mit anderen Spinnen unwahrscheinlich. Innerhalb der Gattung kann auch der Aufbau ihrer Geschlechtsorgane zur Unterscheidung herangezogen werden.

### Habitus und Färbung

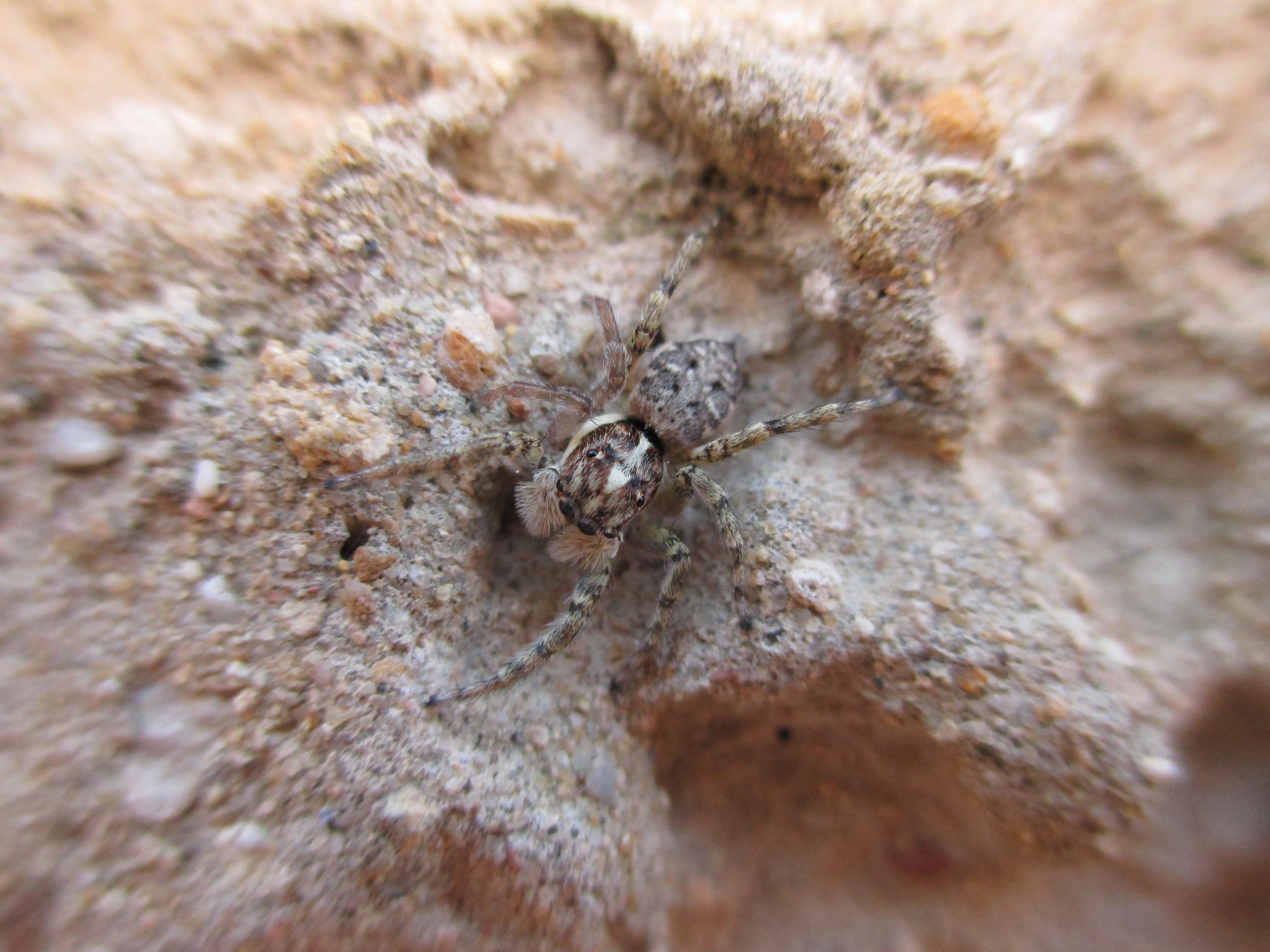
Gut getarntes Weibchen auf steinigem Untergrund

Das Prosoma (Vorderkörper) ist bei Menemerus semilimbatus schwarzbraun gefärbt und besitzt an beiden Flanken je eine scharf abgesetzte weiße Saumbinde. Das Zentrum des Prosomas verfügt über ein weißes nach vorn gerichtetes Dreieck und hinten ein daran anschließendes, undeutliches und helles Längsband. Die Beine der Art besitzen eine hellbraune Grundfärbung und sind mit hellen und dunklen Flecken geziert.
Das Opisthosoma (Hinterleib) unterscheidet sich hinsichtlich seiner Farbgebung nicht von denen der Beine. Die Dorsalseite des Opisthosomas ist allerdings zusätzlich mit mehreren hellen V-förmigen Zeichen und mit gelblichen Flecken versehen.
Der Habitus von Menemerus semilimbatus scheint allerdings nach geographischer Lage zu variieren, so weisen Exemplare, die auf der griechischen Dodekanes-Insel Kos gefunden wurden, eine deutlich dichtere Behaarung auf, die das Opisthosoma fast weiß erscheinen und die arttypische Musterung fast verschwinden lässt. Dieses Phänomen tritt in anderen Gebieten des Mittelmeerraums  nicht auf.

### Sexualdimorphismus

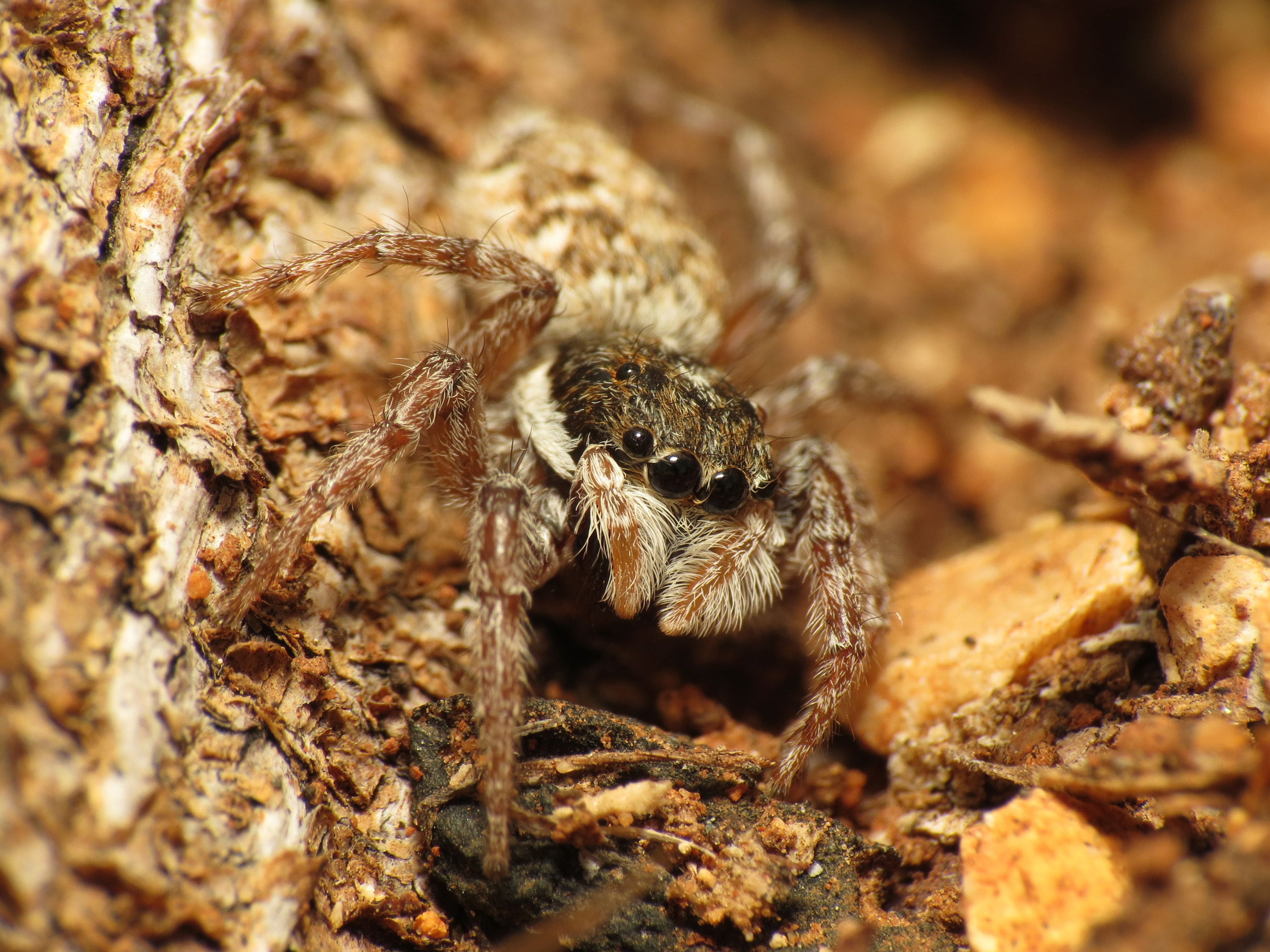
Das Weibchen lässt sich vom Männchen durch das stärker rötliche Gesicht und die gänzlich weiß behaarten Pedipalpen unterscheiden.

Wie viele Spinnen weist auch Menemerus semilimbatus einen ausgeprägten Sexualdimorphismus (Unterschied der Geschlechter) auf, der hier allerdings fast nur bei der Frontpartie des Prosomas erkennbar ist. Das Gesicht des Männchens besitzt eine dunklere Farbgebung als der Rest des Prosomas. Die Pedipalpen (umgewandelte Extremitäten im Kopfbereich) haben hier schneeweiß behaarte Patellae (mittlere Glieder) sowie Tibien (Beinschienen). Beim Weibchen ist das Gesicht rötlicher gefärbt und seine Pedipalpen sind anders als die des Männchens gänzlich mit weißen Haaren bedeckt.

### Aufbau der Geschlechtsorgane

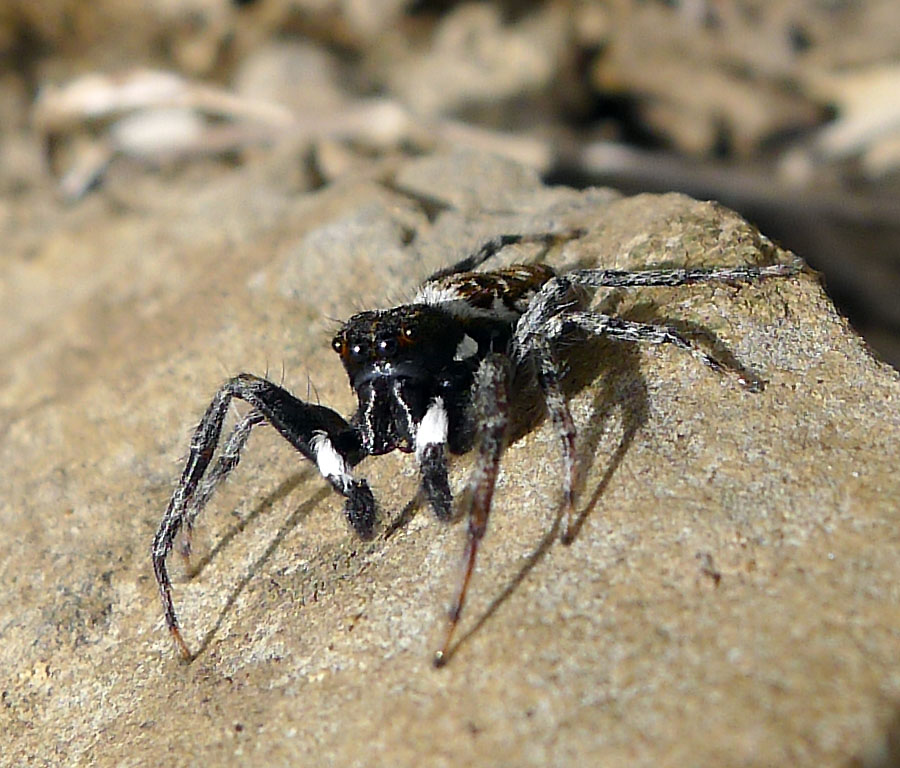
Männchen mit gut sichtbaren Bulbi

Die Bulbi (männliche Geschlechtsorgane) weisen retrolaterale Tibiaapophysen (chitinisierte Fortsätze) an den Emboli (Übertragungsorgane) auf. Der Embolus eines einzelnen Bulbus ist eng mit dem Spermienleiter verbunden, sodass beide Strukturen zusammen ein pinzettenartiges Aussehen besitzen. Überdies verfügt der Embolus auf der Ventralseite nahe der Tibiaapophyse über einen kleinen Stachel. An der Basis der Femora (Schenkel) der Pedipalpen (umgewandelte Extremitäten im Kopfbereich) ist beim Männchen ein Fortsatz vorhanden.
Die rundliche Epigyne (weibliches Geschlechtsorgan) hat eine Kerbe am hinteren Rand und zwei ovale Vertiefungen in der vorderen Hälfte, die zu den Kopulationsöffnungen führen, welche mit stark sklerotisierten (verhärteten) anteromedialen Hauben bedeckt sind. Nahe der epigastrischen (nah am Verdauungstrakt gelegenen) Furche ist eine Tasche ausgebildet.

## Vorkommen

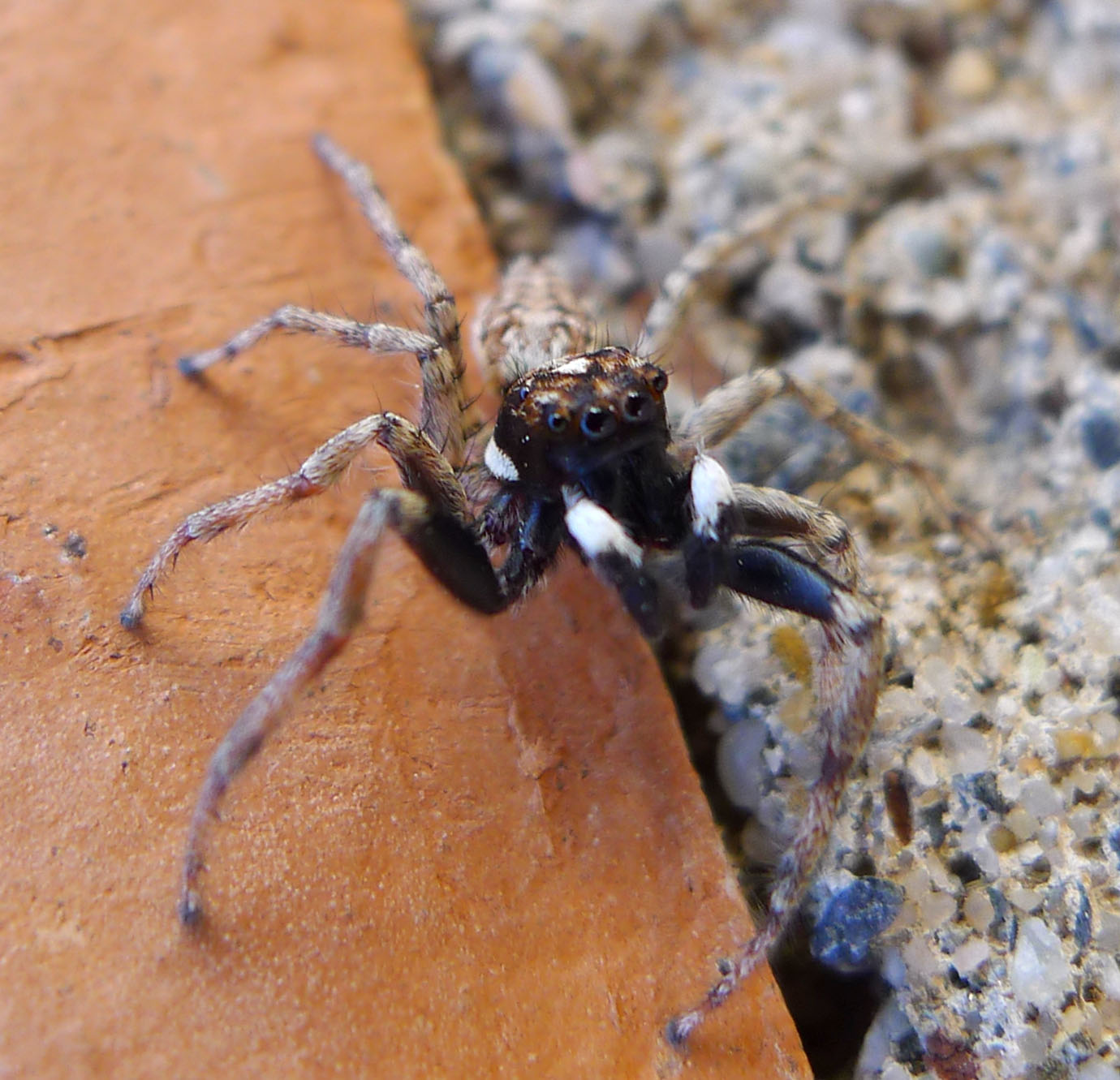
Männchen in der in der Provinz Cádiz gelegenen Gemeinde Jimena de la Frontera (autonome Gemeinschaft Andalusien im Süden Spaniens)

Menemerus semilimbatus ist auf den Kanarischen Inseln, im Mittelmeerraum mit Ausnahme Algeriens, Teilen Osteuropas, nördlich bis Belarus und auf dem Balkan bis nach Rumänien verbreitet. Aus Bosnien und Herzegowina und   Albanien fehlen jedoch Nachweise. Im klein- und zentralasiatischen Raum ist diese Spinne in der Türkei, Kaukasien (östlich bis Aserbaidschan) und dem Iran verbreitet. Darüber hinaus wurde die Art in Argentinien, Chile und im Bundesstaat Kalifornien in den Vereinigten Staaten eingeführt. Die in der Ausbreitung begriffene Art ist wegen des für sie günstigen Klimawandels vermutlich in der Zukunft auch in Mitteleuropa in geeigneten Lebensräumen anzutreffen.

### Lebensräume

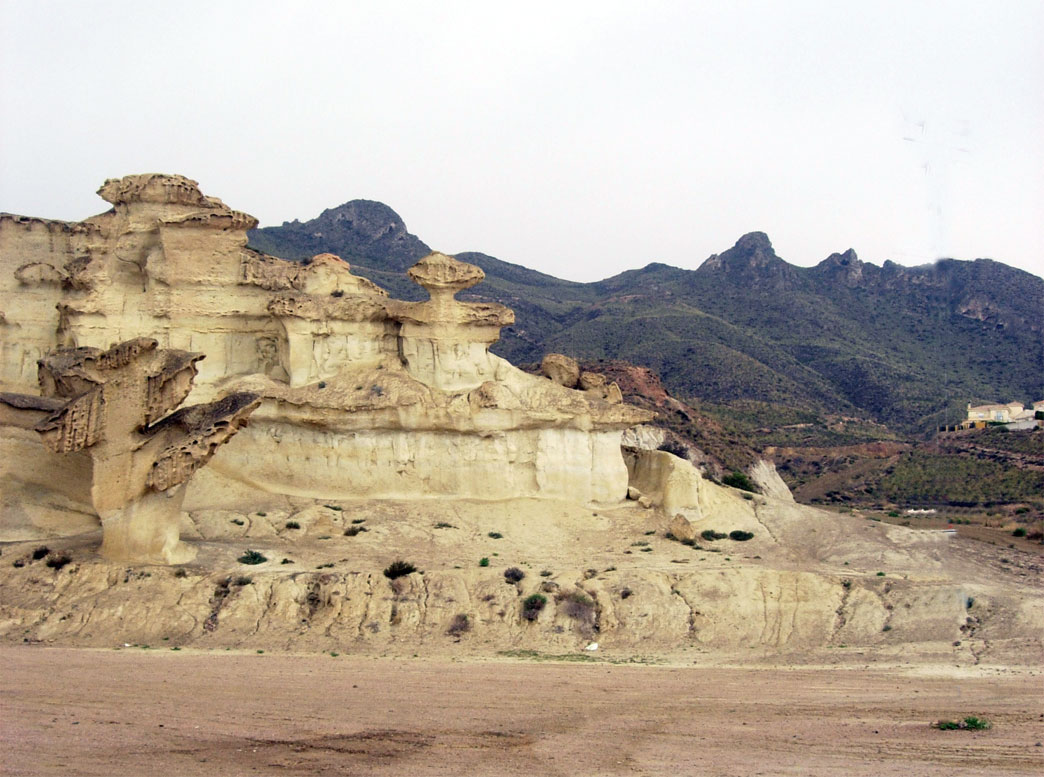
In freier Natur werden felsige Lebensräume wie diese im Landschaftsschutzgebiet Sierra de las Moreras in der im Südosten Spaniens gelegenen Region Murcia von Menemerus semilimbatus bewohnt.

Menemerus semilimbatus bewohnt vorwiegend trockene, sonnige und felsige Habitate, darunter das Gestein ausgetrockneter Bachtäler. Die Art zeigt außerdem eine stark ausgeprägte Synanthropie (Bevorzugung menschlicher Siedlungen) und ist oft an besonnten Hauswänden oder auch im Inneren von Gebäuden anzutreffen. Menemerus semilimbatus lebt überdies auch in Plantagen und anderen vom Menschen stark beeinflussten Lebensräumen, beispielsweise in Zitrushainen.

### Bedrohung und Schutz
Menemerus semilimbatus ist etwa im Mittelmeergebiet gebietsweise häufig vertreten. Auch durch die Anpassungsfähigkeit an menschliche Siedlungsbereiche, wo die Art sehr häufig vorkommen kann, sind Bestandsgefährdungen unwahrscheinlich. Der allgemeine Bestand von Menemerus semilimbatus wird von der IUCN nicht gewertet.

## Lebensweise

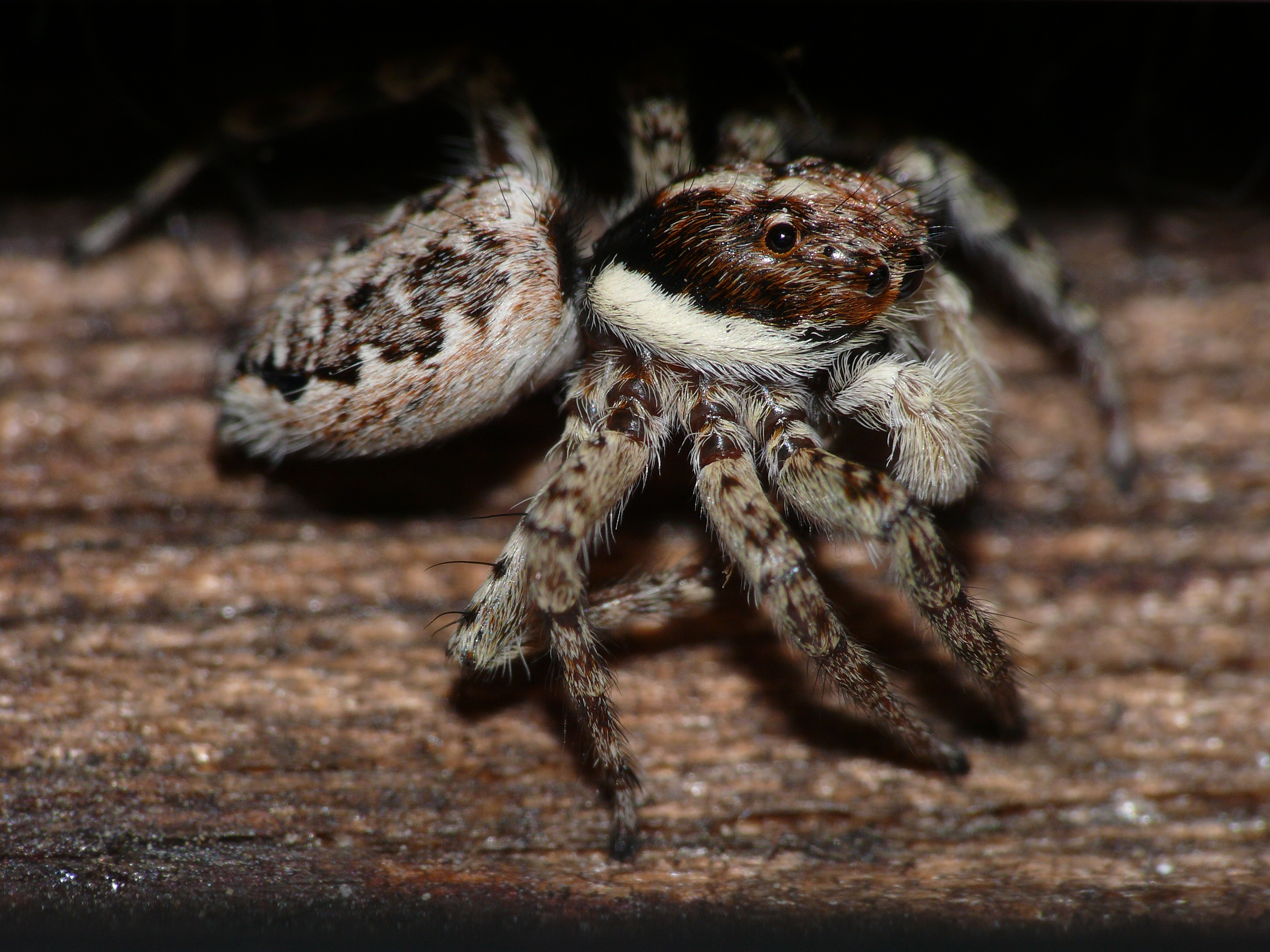
Sich reinigendes Weibchen

Menemerus semilimbatus ist wie alle Springspinnen tagaktiv und besonders bei Sonnenschein aktiv, wo die Spinne dann in großer Geschwindigkeit etwa auf Felsen und auf Mauern umherläuft. Die Nacht verbringt sie wie alle Springspinnen in einem Gespinstsack.

### Jagdverhalten und Beutefang
Menemerus semilimbatus lebt wie nahezu alle Spinnen räuberisch und das Jagdverhalten der Art entspricht überwiegend dem anderer Springspinnen. Es werden keine Fangnetze hergestellt, sondern die Beutetiere werden freilaufend erlegt. Allerdings verwendet die Art anders als viele andere Springspinnen je nach Beutetier unterschiedliche Strategien zum Beutefang.

#### Beutespektrum

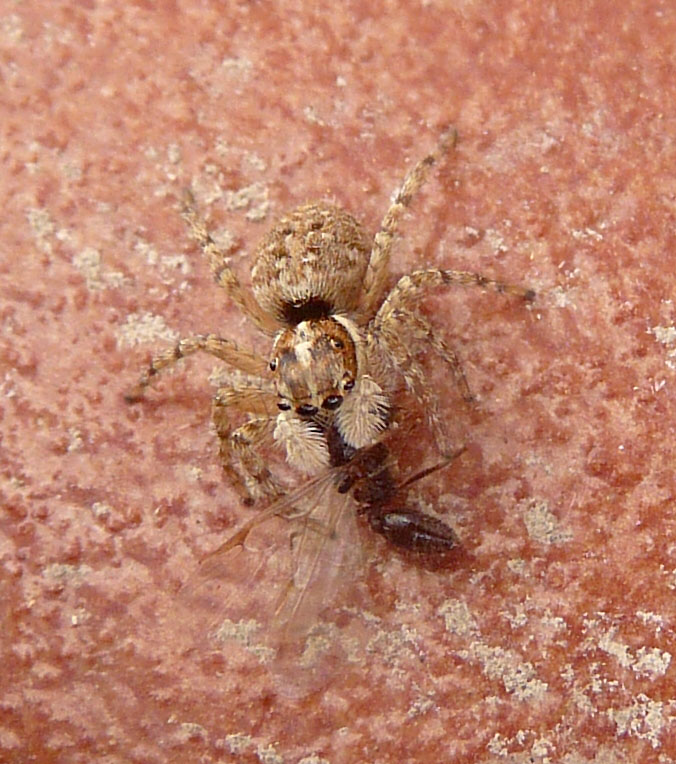
Weibchen mit erbeutetem Geschlechtstier einer Ameise

Durch die effektive Methode zum Fang von Beutetieren weist Menemerus semilimbatus wie andere Springspinnen ein großes Beutespektrum, bestehend aus anderen Gliederfüßern, auf. Allerdings fällt, bedingt durch die bevorzugten felsigen sowie synanthropisch geprägten Lebensräume, die relativ artenarm sind, für Menemerus semilimbatus die Auswahl an geeigneten Beutetieren eher gering aus, sodass vorzugsweise Fliegen und andere Spinnen ihre Hauptnahrung ausmachen. Die Größe des Beutetieres kann maximal das Anderthalbfache der Spinne betragen, bevorzugt werden allerdings Beutetiere, die eine kleinere oder die der Spinne identische Körpergröße besitzen.
Die von Menemerus semilimbatus erbeuteten Spinnen sind zumeist solche, die ebenfalls steinige Lebensräume bevorzugen, darunter auch andere Springspinnen, wie die Goldaugenspringspinne (Philaeus crycrops) oder Salticus mutabilis. In Fangnetzen befindliche Spinnen bzw. deren Netze werden von Menemerus semilimbatus gemieden. Allerdings können auch diese der Art zu Opfer fallen, sollten sie sich nicht in ihren Fangnetzen befinden. Dazu zählen umherstreifende Jungtiere oder männliche Exemplare dieser Spinnen, die die Netze von weiblichen Tieren aufsuchen. Das Erlegen solcher Spinnen konnte u. a. anhand von juvenilen Weibchen der Schwarzsteiß-Kugelspinne (Theridion melanurum) und einem umherstreifenden Männchen von Filistata insidiatrix nachgewiesen werden, die von Menemerus semilimbatus erbeutet wurden.
Gelegentlich kommt es zu einem Zusammentreffen von Ameisen der Gattung Crematogaster und Menemerus semilimbatus. Dabei werden die Arbeiterinnen der Ameisen von der Spinne gemieden, allerdings wurde das Erbeuten von geflügelten Geschlechtstieren belegt. Bei Gelegenheit werden auch tote Gliederfüßer als Nahrung angenommen, sollten diese nicht bereits vertrocknet sein. Identifizierbare von Menemerus semilimbatus erbeutete Insekten gehören neben den Ordnung der Zweiflügler (etwa Fliegen) und der Hautflügler (bsp. den Ameisen) denen der Schmetterlinge, der Fransenflügler, der Eintagsfliegen sowie der Gruppe der Gleichflügler an. Ebenso zählen Springschwänze zum Beutespektrum der Art.

#### Jagdweise bei einfach erlegbaren Beutetieren

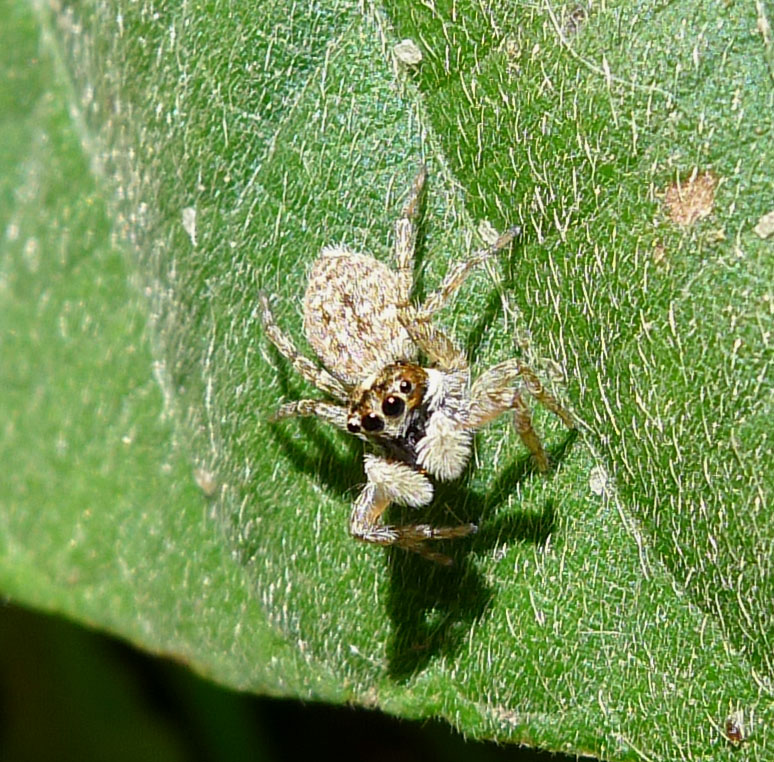
Fokussierendes Weibchen. Ein ähnliches Verhalten ist auch bei der Jagdweise von Menemerus semilimbatus zu vermerken.

Wie alle Springspinnen nutzt auch Menemerus semilimbatus die gut entwickelten, nach vorne gerichteten Augen zum optischen Wahrnehmen von Beutetieren, die auf eine Entfernung von bis zu einem Meter ausgemacht werden können. Ist ein Beutetier von der Spinne gesichtet worden, nähert sich diese ihm direkt und mit abnehmender Geschwindigkeit. Wenige Zentimeter vom Beutetier entfernt verharrt die Spinne dann kurzzeitig und befestigt den für Springspinnen üblichen Sicherheitsfaden am Untergrund. Anschließend springt der Jäger das Beutetier direkt an und versetzt ihm mittels der Cheliceren (Kieferklauen) einen Giftbiss. Die bewegungsunfähige Beute wird von der Spinne dann verzehrt.

#### Jagdweise bei Fliegen

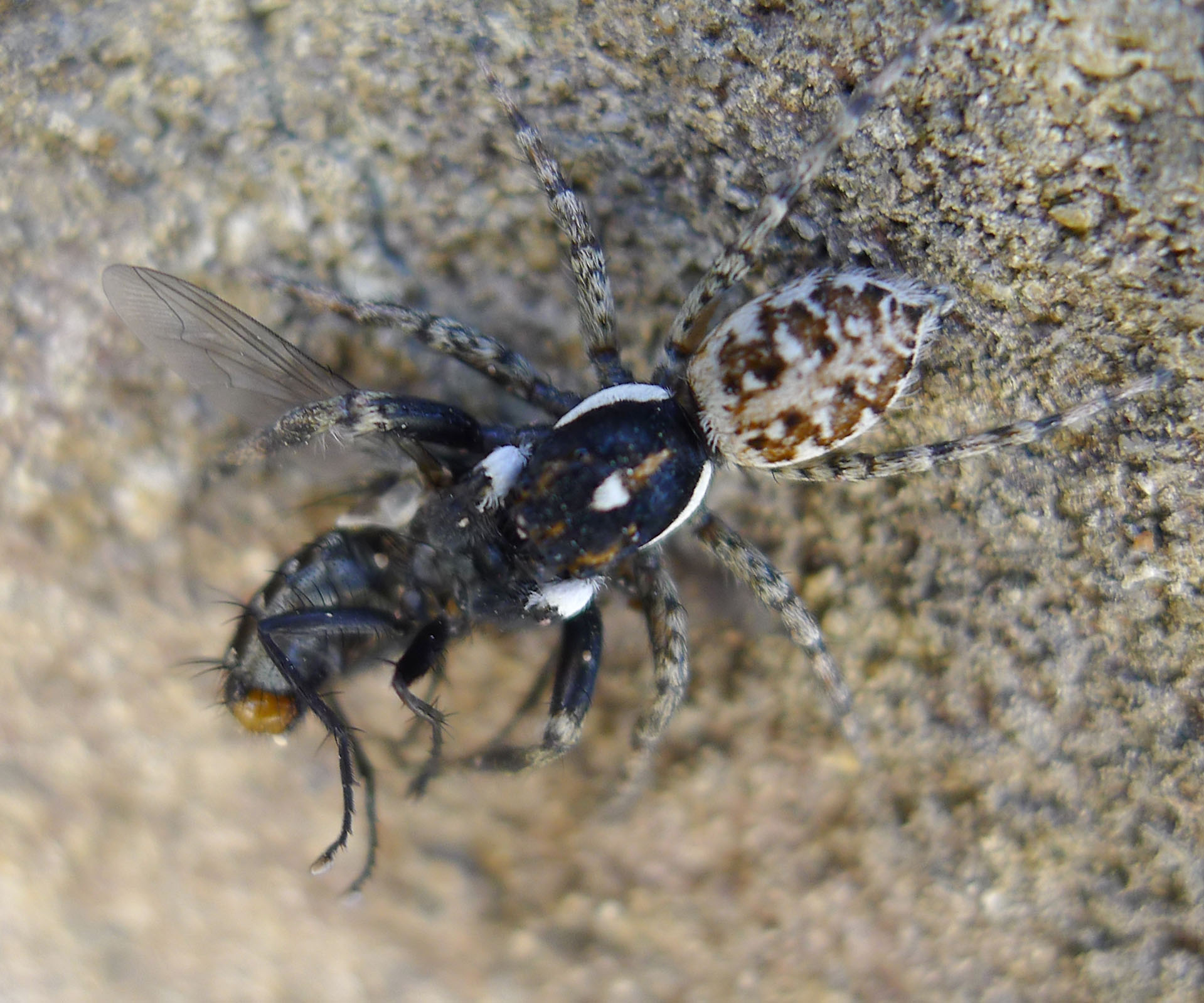
Männchen mit erbeuteter Fliege

Bei der Jagd auf Fliegen erweitert Menemerus semilimbatus diese Fangstrategie. So hört die Spinne bereits in einer weitaus größeren Entfernung auf, die Fliege zu verfolgen. Alle weiteren Prozesse hängen von der Position der Fliege gegenüber der Spinne ab.
Ist die Fliege mit dem Abdomen (Hinterleib) zur Spinne gerichtet, vollführt diese den bereits oben erläuterten Sprungangriff. Steht die Fliege hingegen frontal oder lateral der Spinne gegenüber, umkreist diese das anvisierte Beutetier, bis wieder dessen Abdomen das nächstgelegene Körpersegment zur Spinne ist. Ist dies erfolgt, versucht sich die Spinne der Fliege von hinten anzunähern. Ändert die Fliege jedoch ihre Haltung in eine für die Spinne ungünstige Position, weicht diese zurück und beginnt erneut mit dem Umkreisen sowie dem  Anschleichen an die Fliege. Der Sprungangriff erfolgt, sobald die Fliege bei günstiger Position in Reichweite der Spinne gelangt.
Das Jagdverhalten von Menemerus semilimbatus bei Fliegen gliedert sich dementsprechend maximal in die fünf Phasen des Wahrnehmens und Ortens des Beutetieres, die Annäherung aus der Ferne, die Umkreisung bei ungünstiger Position des Beutetieres, die direkte Annäherung auf unmittelbare Nähe und schließlich den direkten Sprungangriff. Ein wesentlicher Unterschied neben der bei Fliegen abgeänderten zweiten Phase der erstmaligen Annäherung, die die Spinne im Falle des Jagens von Fliegen bereits aus höherer Entfernung abschließt, ist die dritte Phase, das Umkreisen bei Fliegen, das Menemerus semilimbatus bei anderen Beutetieren nicht anwendet.

### Lebenszyklus
Die Ökologie von Menemerus semilimbatus ist bis heute kaum erforscht, was auch den Lebenszyklus der Art mitsamt Aktivitätszeiten und Fortpflanzung in den verschiedenen Regionen mit einbezieht. Bekannt ist, dass ausgewachsene Exemplare in Europa im Frühjahr und im Sommer zu finden sind.

## Systematik
Die Art Menemerus semilimbatus erhielt bei ihrer Erstbeschreibung 1829 durch den deutschen Arachnologen Carl Wilhelm Hahn die Bezeichnung Attus semilimbatus. Angelehnt an den Artnamen semilimbatus nannte Hahn die Spinne auf Deutsch „halbeingefasste Hüpfspinne“, was auf die gut abgegrenzten weißen Ränder an den beiden Seiten des Prosomas hinweist. Das Typusexemplar stammt aus der Gegend um Neapel. Die zu den Springspinnen zählende Gattung Attus wurde von dem in Bayern lebenden Carl Wilhelm Hahn als „Hüpfspinnen“ bezeichnet. Von Eugène Simon wurde sie dann 1871 der von ihm 1868 beschriebenen Gattung Menemerus zugeordnet und erhielt ihre noch heute angewandte wissenschaftliche Bezeichnung Menemerus semilimbatus.

## Galerie

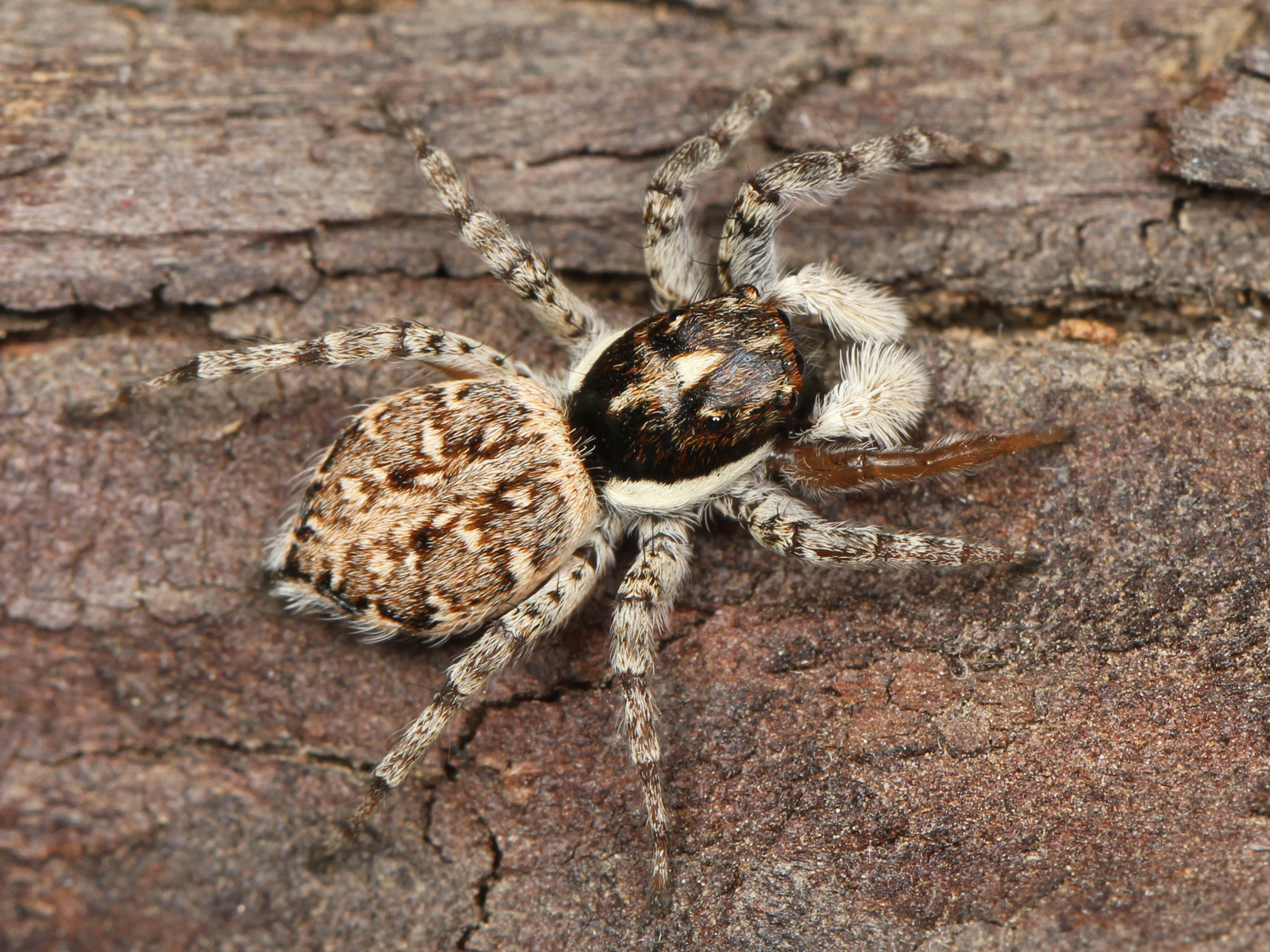
Dorsalansicht eines Weibchens
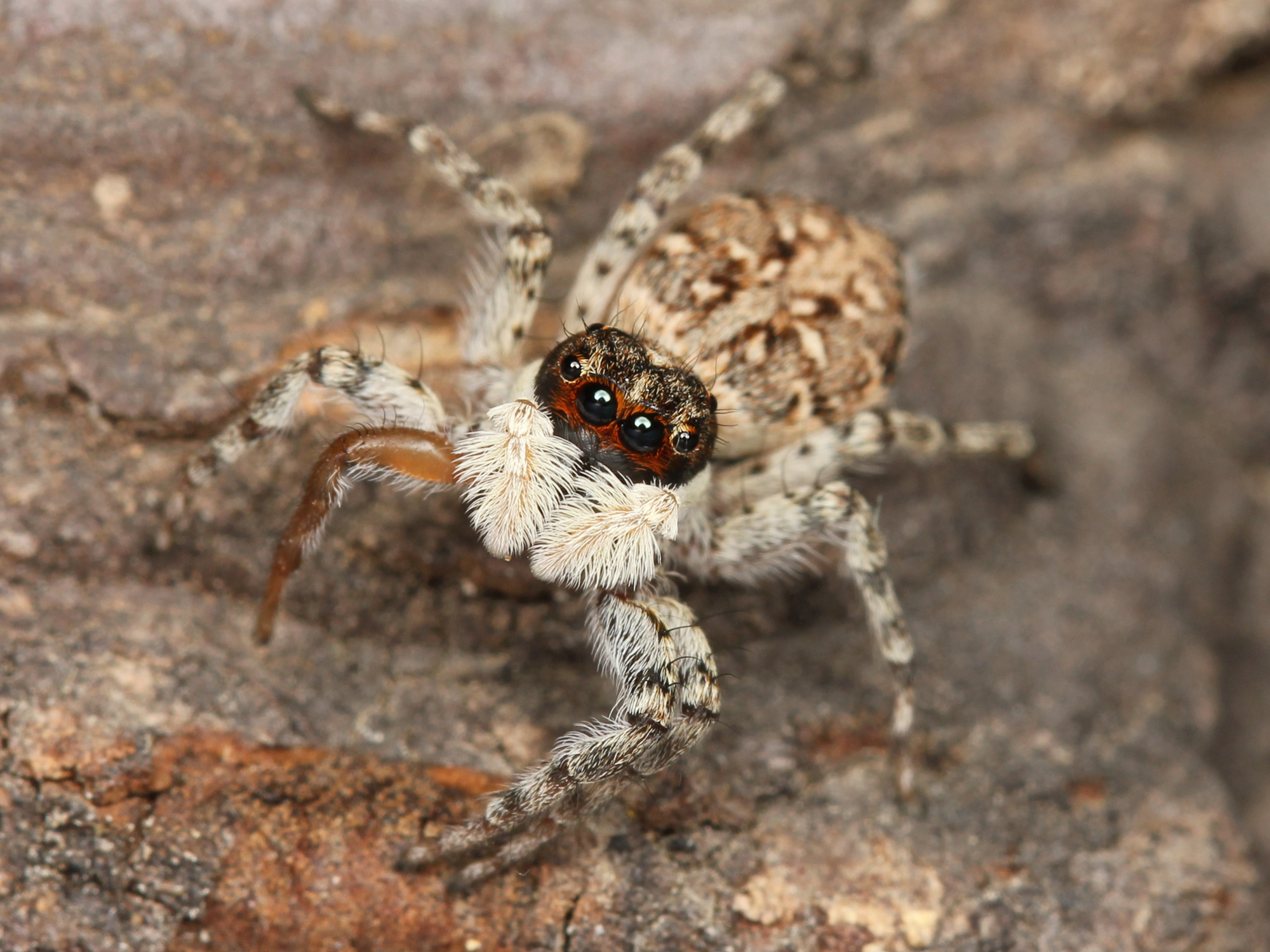
Frontalansicht eines Weibchens
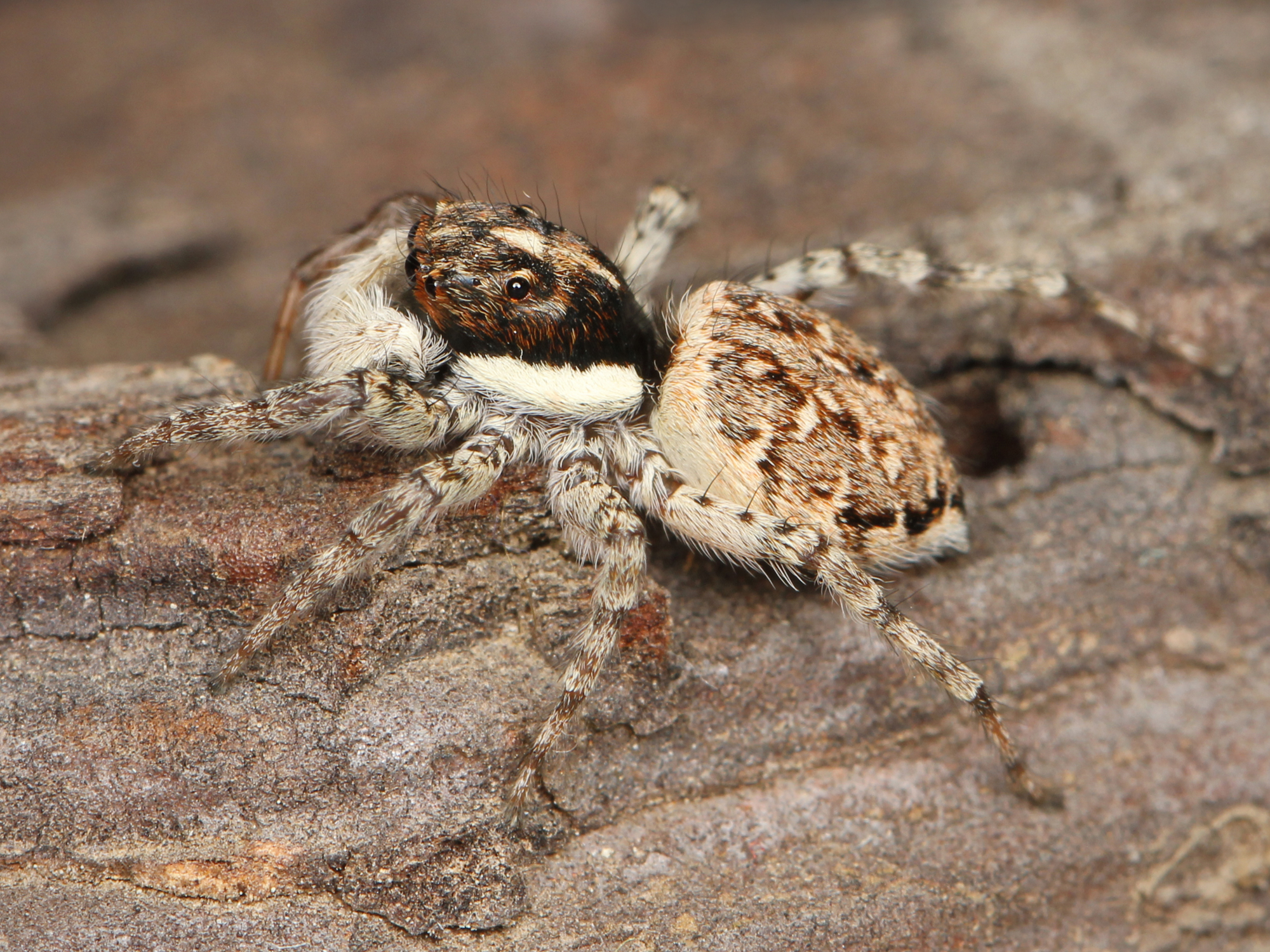
Lateralansicht eines Weibchens
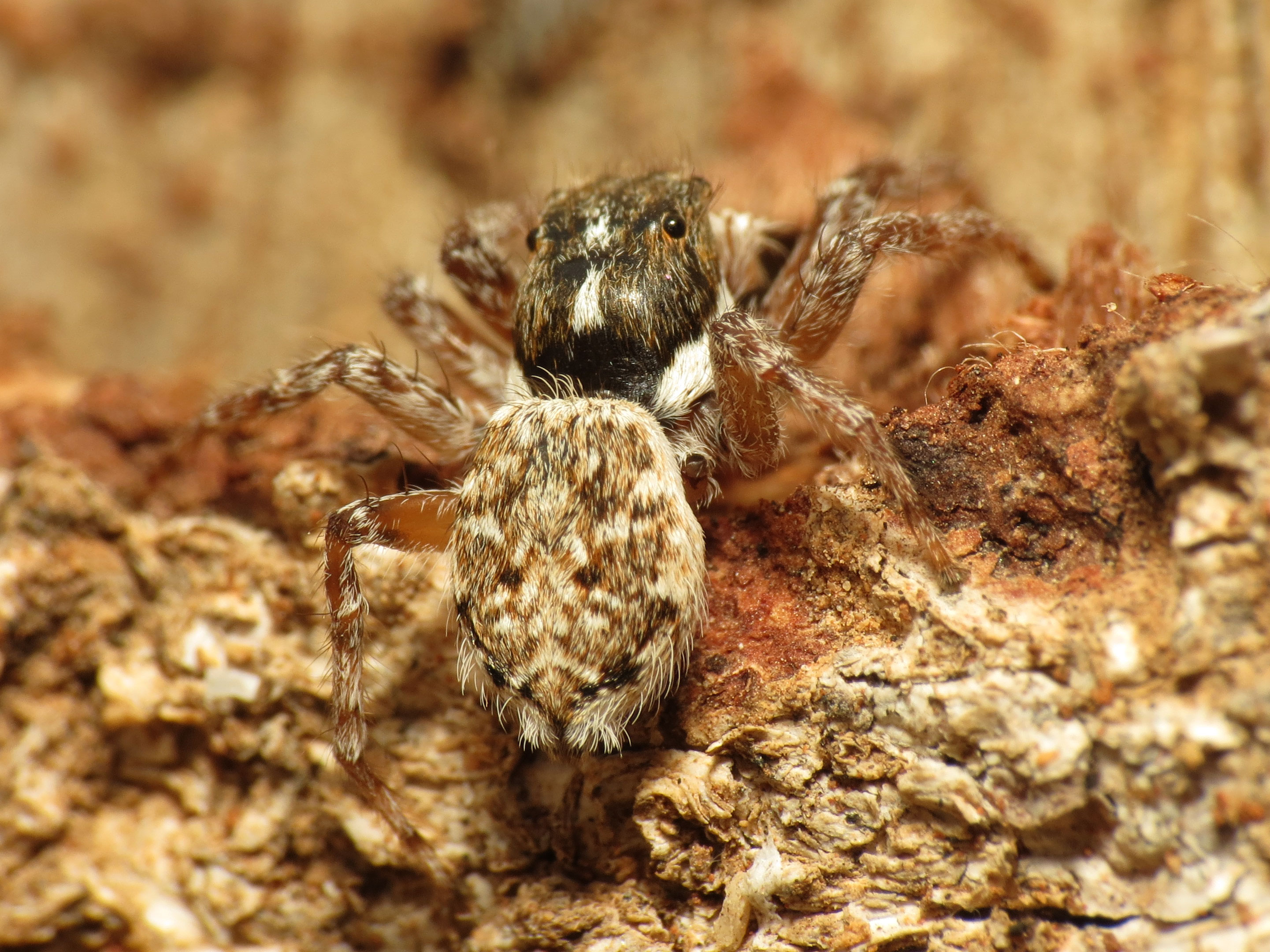
Rückansicht eines Weibchens
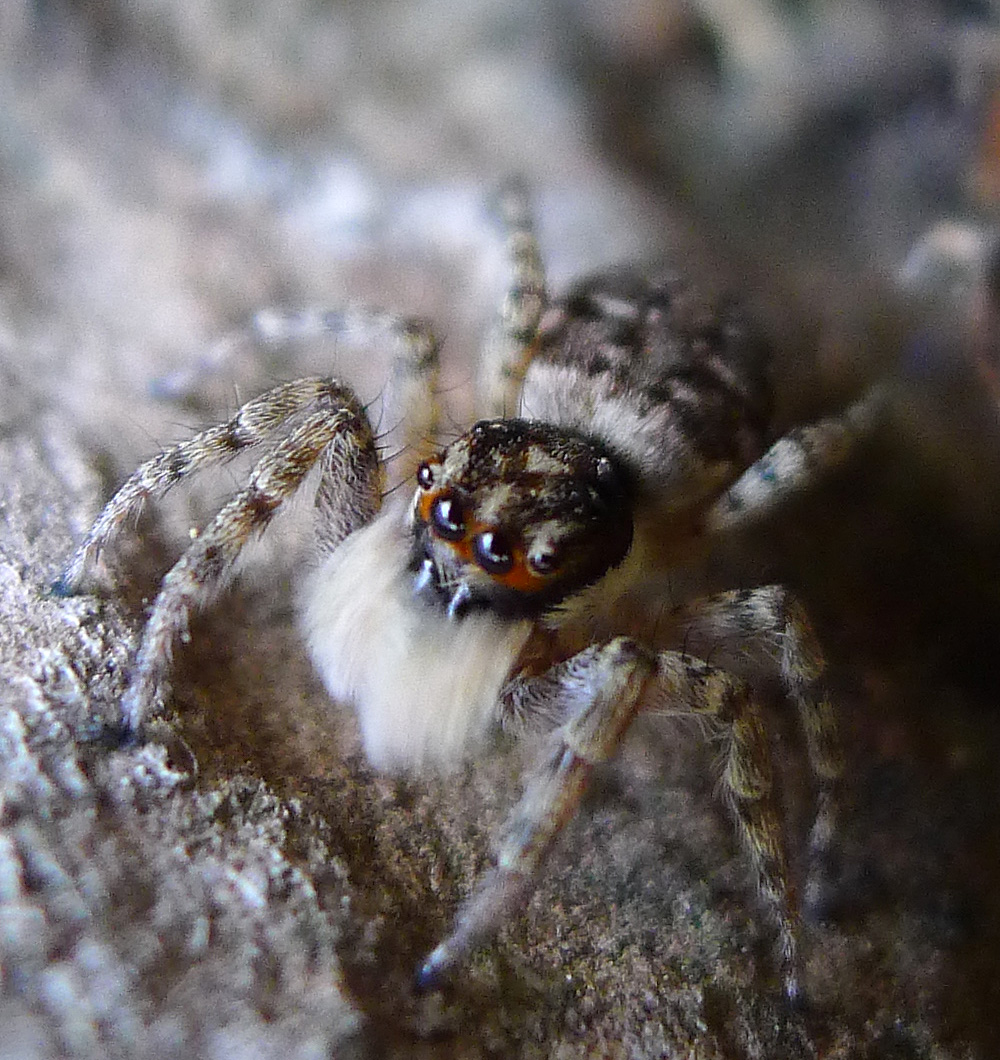
Detailansicht eines Weibchens
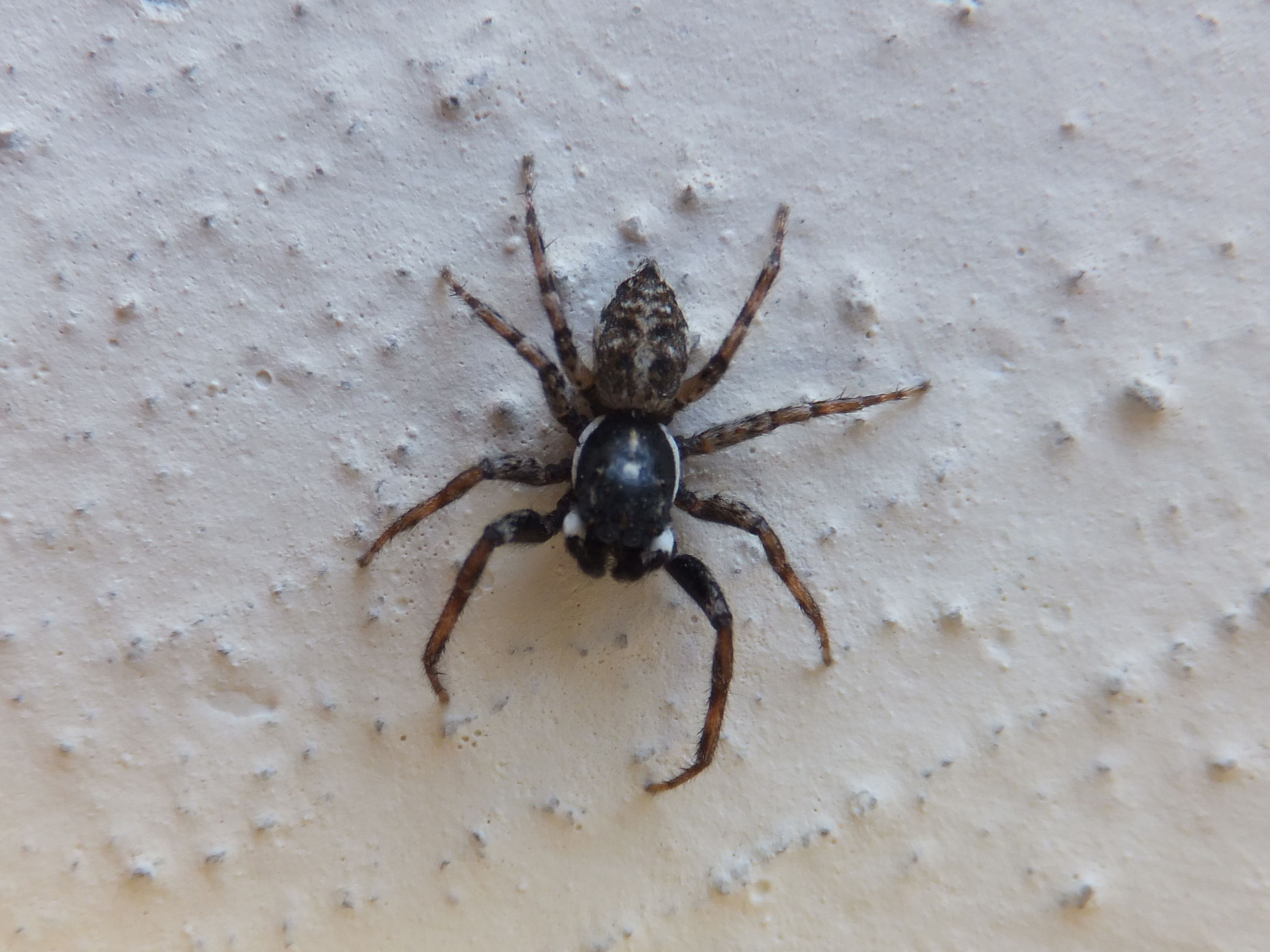
Dorsalansicht eines Männchens
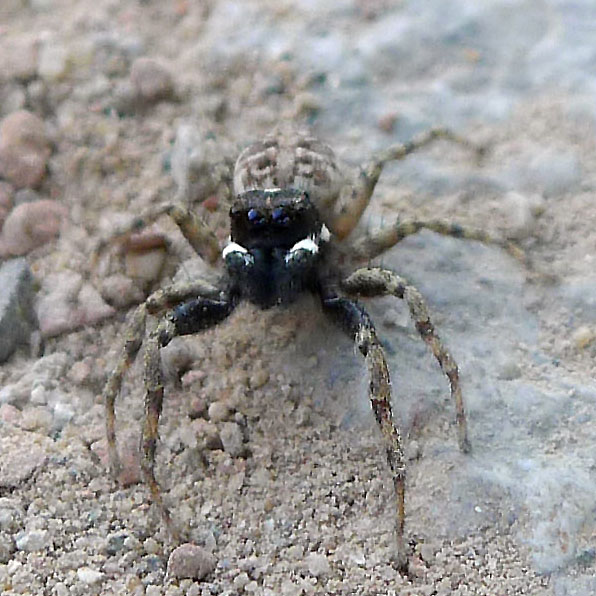
Frontalansicht eines Männchens
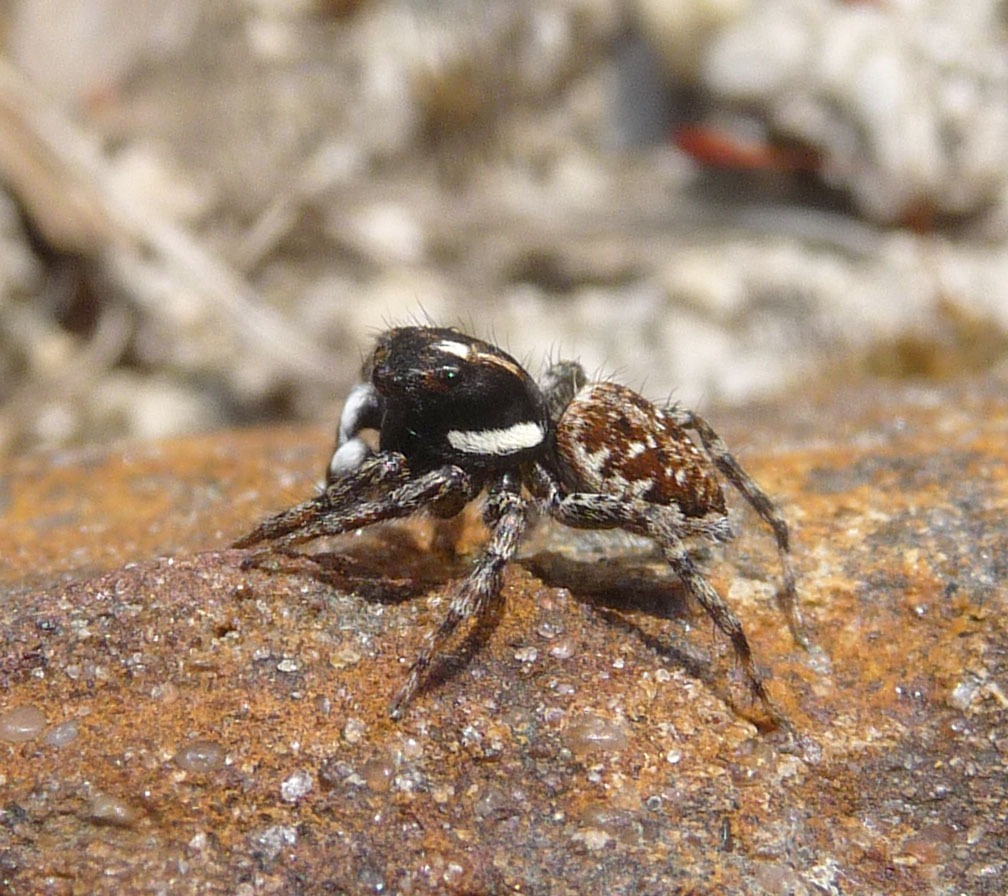
Lateralansicht eines Männchens
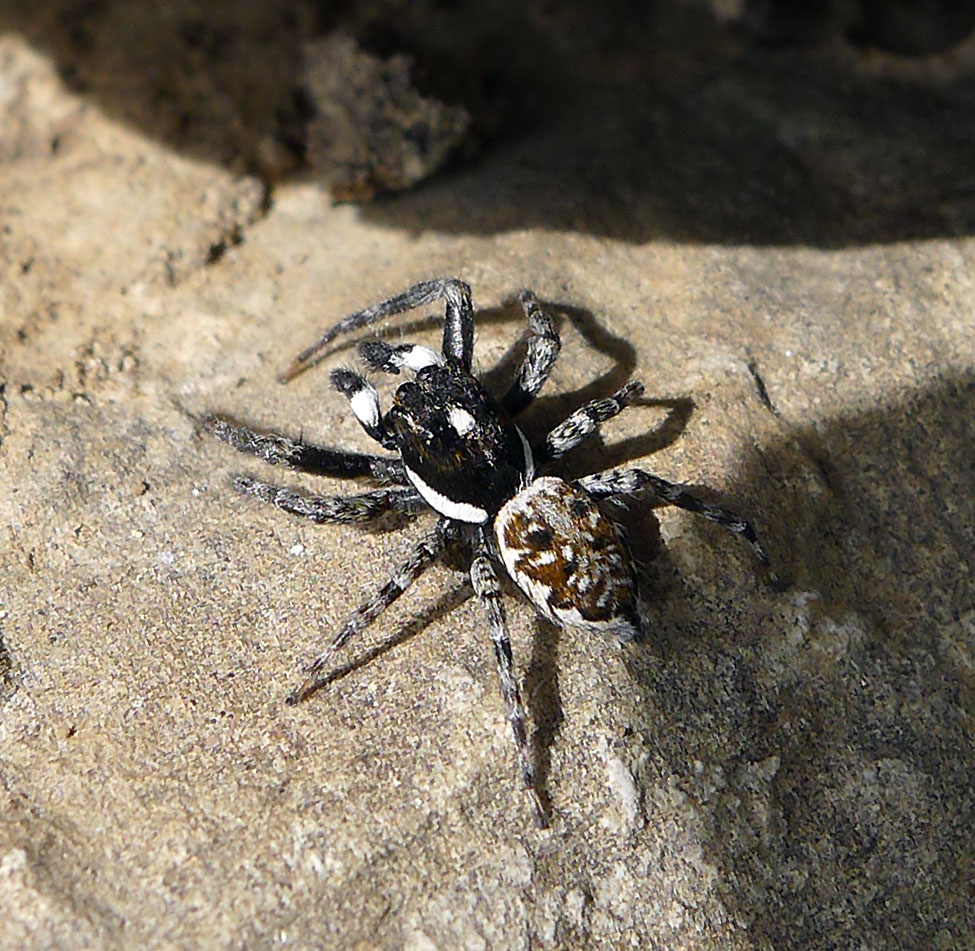
Rückansicht eines Männchens
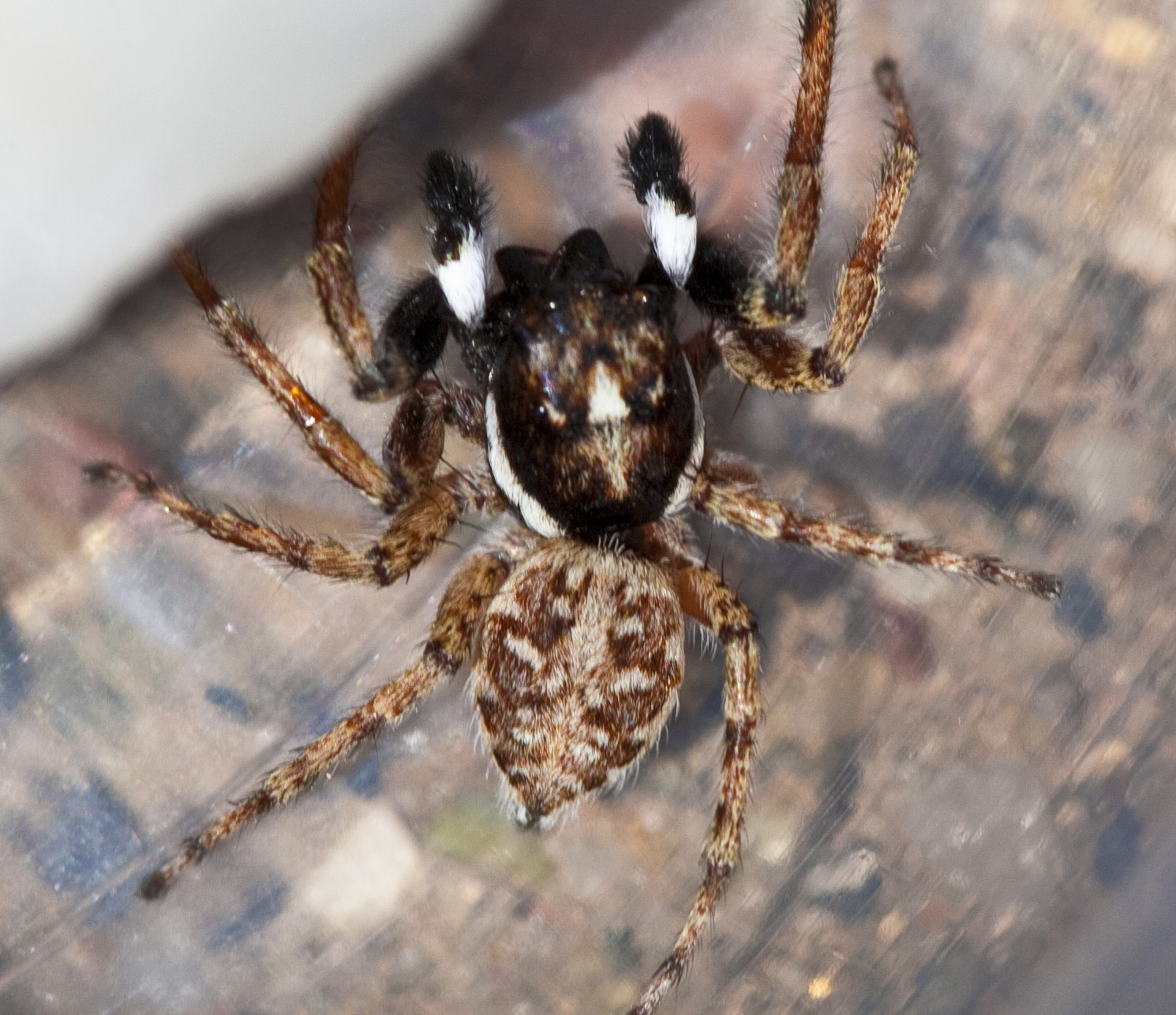
Detailansicht eines Männchens